# Skrabski Fruzsina
Skrabski Fruzsina Annamária (Budapest, 1975. november 22. –) magyar filmrendező, producer, forgatókönyvíró és újságíró.
Filmesként főleg a dokumentumfilm műfajában tevékenykedik. Eddig tizenhét film fűződik a nevéhez, ebből tizenkettő dokumentumfilm. Filmjei főleg magyar történelmi, politikai és társadalmi témákat boncolgatnak. Első és egyben egyik legismertebb filmje a Novák Tamással 2010-ben készített és Biszku Béláról szóló Bűn és büntetlenség. Másik ismert filmje a 2013-as Elhallgatott gyalázat, amely a második világháborúban a szovjet katonák által megerőszakolt magyar nőkről szóló dokumentumfilm. Ő vezeti jelenleg a szülei alapította a Három Királyfi, Három Királylány Mozgalmat, és ők adják át a Kopp–Skrabski-díjat is. Névadóként szintén ő viszi férjével és Sümegi Gáborral együtt a Skrabski Pince borászatot is.
Novák Katalin köztársasági elnök tanácsadója volt.

## Élete
Az orvos és pszichológus Kopp Mária és a mérnök-szociológus Skrabski Árpád gyermekeként látta meg Budapesten a napvilágot. Van egy nővére, Luca. Az általános iskolába nem tudott beilleszkedni, később pedig nehéz, lázadó kamasz volt, aki harmadik végén megbukott, és kirúgták a gimnáziumból, ezért stoppal elment Gibraltárba, majd motorral Luxemburgba. Miután kirúgták, szülei nem kerestek neki új iskolát; magántanárhoz járt, végül saját magának intézte el, hogy felvegyék Budakeszire.
Felsőoktatási tanulmányait 1996-ban kezdte meg a József Attila Tudományegyetem Budapest Média Intézetében, ahol kommunikáció diplomát szerzett 2000-ben. 2003-tól 2006-ig a Pécsi Tudományegyetem Bölcsészettudományi Kar Nyelvtudományi Doktori Iskola Kommunikációs Programjában vett részt.
2004-ben feleségül ment az online hirdetési piacon tevékenykedő üzletemberhez, Mészáros Dávidhoz. Férjével sokáig sikertelenül próbálkoztak a gyerekvállalással. Végül 2014-ben, tízévi próbálkozás után született meg kislánya, aki lombikbébi program keretében fogant. Gyakorló katolikusként az „etikus lombik” elfogadásáért harcol.
Szülei a 70-es években felújítottak Balatonudvari dombján egy régi pincét. 2007-ben Skrabski Fruzsina és férje ezt folytatták, és elkezdtek szőlőt termelni, majd megnyitották a család névével fémjelzett Skrabski Pince borászatot.
Édesapja 2009-ben meghalt, édesanyja pedig 2012-ben hunyt el; ezután átvette az általuk alapított Három Királyfi, Három Királylány Mozgalom irányítását.

## Munkahelyei
Első munkahelye 2000 és 2002 között a Magyar Nemzet volt, ahol újságíróként a külpolitikai, majd a magazinrovatban dolgozott.  Ezzel párhuzamosan 2000-tól főszerkesztőként is dolgozott a Fészekrakó Magazinnál. A Magyar Nemzet után 2003-ban a belpolitikai rovatnál dolgozott az Esti Hírlapnál, majd 2004-ben egy sajtóosztály sajtómunkatársa lett, s ebben a szerepkörben egészen 2006-ig megmaradt.
2005-től volt egy női rovata az Utolsó Figyelmeztetés (Ufi) című havilapban, ami aztán átalakult Reakcióvá. Ebből lett a Reakció blog. Az elsők között volt Magyarországon, aki blogot kezdett el írni. Blogját LelkyLola álnéven írta. Ehhez kapcsolódóan vlogokat, videókat is elkezdtek készíteni a YouTube-ra Reakció TV címen. Később a blog nevet váltott, így lett belőle Mandiner, aminek Fruzsina sokáig a tulajdonosa volt, mind az oldalnak, mind a blognak, és jelenleg is ír benne. Életének ez a szakasza egészen 2012-ig tartott. Itt kezdték el keresni a szintén reakciós Novák Tamással a „ma élő legnagyobb kommunistát”, és így találták meg Biszku Bélát, amiből az első filmjük, a Bűn és büntetlenség született. Novák Tamással azóta közös alkotóműhelyük van, és közös filmeket is készítenek.
2008-ban a Pázmány Péter Katolikus Egyetem kommunikáció szakán oktatott kommunikációs gyakorlatokat.
2011 és 2012 között a Heti Válasz Becsengetünk és elfutunk internetes magazinjánál volt szerkesztő-rendező. Ezt követően 2012-től az MTVA Becsengetünk és elfutunk havi, tényfeltáró dokumentumsorozatának volt rendezője, műsorvezetője és producere egészen 2013-ig.
2012-től átvette a Három Királyfi, Három Királylány Mozgalom irányítását.
2018 óta elnöke a rendező szekciónak a Magyar Filmakadémia televíziós forgalmazású filmek alkotóinak szekciójában.
2023-tól a Magyar Filmakadémia elnökségi tagja.

## Munkássága

### Dokumentumfilmek
- Bűn és büntetlenség (2010)
- Becsengetünk és elfutunk (2012)
- Elhallgatott gyalázat (2013)
- Befogad és kitaszít a világ (2013)
- Kényszerszinglik (2014)
- Csepeli kettős gyilkosság (2014)
- Lejáratás és bomlasztás – A hálózat örök (2014)
- Történet a mangalicáról (2014)
- Katonatörténet (2015)
- 133 nap (2015)
- Meghalni Ukrajnáért (2017)
- Szétszakadt Magyarország (2017)
- Népirtás Pozsonyligetfalun (2020)
- Traumáinkon innen és túl (2021)
- Áldozatok 2006 (2021)[10]
- Megörökölt gyalázat (2022)

### Ismeretterjesztő filmek
- Városon kívüli találkozások (2014)
- A balatoni halászat (2014)
- Vadásztársak (2018)

### Kisjátékfilm
- Győztes (2014)

### Animációs
- Borka és a varázsruha (2014)

### Magazinműsorok
- Mindig megfelelni (1999)
- Bírók, jog és halál (2011)
- Alkohol: éltet és öl (2011)
- Jobbik és a Romák (2011)
- Drogdesign (2011)
- Szcientológia: elnyomók és elnyomottak (2011)
- Sólyom végveszélyben 2. (2011)[11]

### Könyv[12]
Csókay András Skrabski Fruzsina: Párbeszéd a megpróbáltatásról - a létről és jelenlétről (Éghajlat Könyvkiadó, 2019)

## Díjai, elismerései
- A Magyar Érdemrend lovagkeresztje (2012)
- Budapestért díj (2018)

### Filmes díjak
- A Magyar Mozgókép Szemle (Budapest) legjobb rövid dokumentumfilm díja (Népirtás Pozsonyligetfalun)
- EduFilm Fesztivál (Eperjes) legjobb dokumentumfilm díja (Népirtás Pozsonyligetfalun)
- Kiez Berlin Film Festival Archiválva 2022. április 1-i dátummal a Wayback Machine-ben (Berlin) legjobb történelmi dokumentumfilm díja (Népirtás Pozsonyligetfalun)
- Kamera Korrektúra (Budapest) I. helyezett dokumentumfilm kategóriában (Elhallgatott gyalázat)
- Film for peace fesztivál (Trieszt) különdíj (Elhallgatott gyalázat)
- Tracce Cinematografiche Film Fest (Róma) különdíj (Bűn és büntetlenség)
- International Film Festival Agrofilm (Nyitra) Nyitra város polgármesterének különdíja (Történet a mangalicáról)
- International Film Festival Agrofilm (Nyitra) nagydíj (Globál Menü)
- Nemzetközi Tudományos Film Fesztivál (Szolnok) fődíj (Globál Menü)
- Gödöllői Természetfilm Fesztivál (Gödöllő) különdíj (Vadásztársak)
- Pécs & Komló Hét Domb Fesztivál Archiválva 2021. szeptember 7-i dátummal a Wayback Machine-ben (Pécs) operatőri díj (Vadásztársak)
- NewsFest (Las Vegas) 2. helyezett ismeretterjesztő és dokumentumfilm kategóriában (Traumáinkon innen és túl)
- Kiez Berlin Film Festival (Berlin) (Traumáinkon innen és túl)
- Simfest (Románia) Rejtett Történelem különdíj (Megörökölt gyalázat)
- WRPN Women International Film Festival (USA) kiemelkedő kiválóság díj (Megörökölt gyalázat)
- Highlights of Hungary (Budapest) díj jelölés (Áldozatok 2006)
- Cinematic European Film Festival (Románia) különdíj Legjobb Dokumentumfilm kategóriában (Áldozatok 2006)